# Automolis capricornis
Automolis capricornis là một loài bướm đêm thuộc phân họ Arctiinae, họ Erebidae.